# Iványi Károly
Dr. Iványi Károly (1936. szeptember 7. – 2023. január 23.) magyar közgazdász, egyetemi tanár, az elmúlt évtizedekben a magyar felsőoktatás alakulásának, fejlődésének meghatározó személye volt.

## Családja
Édesapja néhai dr. Iványi Károly középiskolai tanár volt, apai nagyszülei értelmiségiek voltak. Édesanyja, Bebesi Margit nyugdíjazása előtt a család ellátása mellett számos jótékonysági, szociális feladatot is vállalt. Anyai ágon a nagyapja vállalkozó, bútorkárpitos iparos volt, aki mecénásként Székesfehérváron sok ügyet támogatott, többek között a Jégcsarnok felépítését, ennek emlékét a  tábla őrzi.
Életének utolsó 44 évét feleségével élte kiegyensúlyozott, boldog házasságban, egy fia született (dr. Iványi Tamás), a Budapesti Műszaki és Gazdaságtudományi Egyetem adjunktusa.

## Életpályája
Általános iskolai és humán gimnáziumi tanulmányait szülővárosában – Székesfehérváron – végezte, jeles tanulmányi eredményekkel. Gimnazista korában különórán nyelveket tanult, zenekonzervatóriumba járt, zongorázott és az érettségi évében, 1955-ben NB I-es kosárlabda-játékos is lett (Székesfehérvári Építők).
Érettségi után a budapesti Orvostudományi Egyetemre jelentkezett, de kitűnő felvételi vizsgája ellenére „helyhiány” miatt nem vették fel, majd 1956-ban újbóli sikeres felvételi vizsga ellenére sem kerülhetett be az Orvosi Egyetemre.
Időközben megismerve más lehetőségeket, másik vonzódási köréhez – a nemzetközi gazdasági diplomácia területéhez – kapcsolódó ismereteket is elsajátította, így a Budapesti Közgazdaságtudományi Egyetemre is jelentkezett, ahová 1956 augusztusában felvették az Általános Karra, majd 1957 februárjában tanulmányi, illetve felvételi eredményei alapján átvették a Külkereskedelmi Szakra.
1960-ban külkereskedelmi szakos diplomáját elnyerve a külkereskedelemben kezdett dolgozni: az ARTEX-nél magyar iparművészeti és antik termékek, főleg német területi üzletkötője volt. A vállalati munka során kiállításszervezéssel, ún. PR-kapcsolatrendszerek kialakításával is foglalkozott, de világgazdasági kutatásokba is kezdett, doktori disszertációt írt az afrikai Ghana gazdasági, társadalmi felemelkedésének lehetőségeiről. Ennek kapcsán 1965-től megbízást kapott a Magyar Tudományos Akadémia Afro-ázsiai Kutató Intézetébe, későbbi Világgazdasági Intézetbe, ahol 1971-ig dolgozott.
Az intézeti munka során lehetősége nyílt a fejlődő világ problémáinak alaposabb megismerésére és a piacorientált közgazdaságtan alapjainak elsajátítására. Francia nyelvismeretének köszönhetően kétszer is elnyerte a párizsi Közgazdasági Egyetem Intézetének továbbképző ösztöndíját, ill. az ún. „troisieme cycle” elvégzéséről tanúskodó bizonyítványát.
A ’60-as évek végén, ’70-es évek elején érdeklődése fokozatosan a latin-amerikai országok felé is fordult, és a spanyol nyelvet is elsajátítva a limai San Marcos Egyetemre került vendégtanárként.
Miután külgazdasági témák oktatásával foglalkozott, 1970-ben főállású oktatóként egyszerre hívták a Közgazdasági Egyetemre, illetve az akkor alakuló – főiskolává váló – Külkereskedelmi Főiskolára is. Ő ez utóbbit választotta, ahol, illetve a jogutódoknál 45 éven keresztül, oktatóként, főigazgatóként tanította a hallgatókat, majd tanácsadóként szolgálta az intézmény működését, jó hírének öregbítését.
Nemzetközi elismertségének következtében 1973–1979 között a caracasi, perui, bolíviai egyetemeken tartott világgazdasági témájú előadásokat.
1977–1979 között a caracasi Központi Egyetem vezetősége felkérésére megszervezte az Egyetem első külkereskedelmi „posztgraduális” tanfolyamát, amelyet magyar – venezuelai – USA kooperációban valósítottak meg. Vezetőként és oktatóként is közreműködött.
1980-tól főigazgató-helyettesi tisztségre kérték fel, majd 1983-tól főigazgatóként vezette a Főiskolát, mindent elkövetett, hogy vezetőként korszerűsítse a külkereskedelmi szakképzést.
Időközben erősítette a tudományos tevékenységét is és egy korábban választott témáról, a fejlődő országok differenciált fejlődésének főbb okairól kandidátusi értekezést készített. Az anyagot 1983-ban megvédte maximális pontszámot elérve.
1976-tól meghívást kapott a Közgazdaságtudományi Egyetemre, a Nemzetközi Tanszékre ahol 1988-ig folyamatosan latin-amerikai kérdések szakszemináriumait vezette.
1984-től kiemelkedő célkitűzése volt a Külkereskedelmi Főiskolai szakoktatás továbbfejlesztése. Korszerűsítésre került a másoddiplomás képzés, megreformálták a tanterveket és az oktatási programokat. Újabb tanszékek jöttek létre. Francia, német, amerikai felsőoktatási intézményekkel kötöttek együttműködési megállapodásokat.
1988-tól felkérést kapott a mexikói kereskedelmi kirendeltség vezetésére. Mexikóban mindenekelőtt a magánszektorral való kapcsolatok kiépítésén dolgozott, újjászervezte a hatóságokkal és a Kamarák vezetőivel Magyarország együttműködését. Többször publikált jelentős szaklapokban, rendszeresen adott TV interjúkat, szolgálati ideje alatt megduplázódott a két ország közti kereskedelmi forgalom értéke.
1991-es visszatérése után főhivatásként főiskolai tanárként folytatta munkáját, de mellékfoglalkozásként 1992. nyaráig a Hungarocoop Rt. közgazdasági és marketing igazgatói tisztét is betöltötte.
1992. júniusától megválasztották a Külkereskedelmi Főiskola továbbképzési igazgatójává, vezetése alatt együttműködtek a Baden-Württembergi Export Akadémiával a European Business Schoollal, közös oktatási terveket dolgoztak k ki holland és francia partnerekkel. 1993-tól megbízták az új Külgazdasági Szak felügyeletével.
1994. július 1-jétől ismét kinevezték a Külkereskedelmi Főiskola főigazgatójának, ezt a tisztséget 2001-ig tölti be.
2001-2007 között a Budapesti Gazdasági Főiskola Európa –tanulmányok Központjának vezetője, rektori tanácsadó.
2007-2023 között előbb a Budapesti Gazdasági Főiskola, majd a jogutód Budapesti Gazdasági Egyetem (2016) professor emeritusa.
Dr. Iványi Károly professzor úr munkásságában kiemelkedő jelentőségű a Külkereskedelmi Főiskola – eredményes vezetése mellett – több üzleti szakának kimunkálása és szakirányú továbbképzések bevezetésének irányítása, az intézmény kutatási tevékenységének fellendítése, majd a felsőoktatási integrációt követően – az új intézmény a Budapesti Gazdasági Főiskola stratégiai fejlesztésében való eredményes részvétel volt.
Kiváló oktató, szakmájának és a felsőoktatás-menedzsmentnek elismert képviselője volt. Erről tanúskodott számos publikációja, cikke, jegyzete és intézményfejlesztő tevékenysége is. Négy idegen nyelven (német, francia, spanyol, angol), kiválóan beszélt , előadásokat tartott és írt.
Szakmai körökben elismert tekintély volt és a gazdasági felsőoktatás terén számos innováció fűződik a nevéhez. Tevékenységének volt köszönhető az intézmény oktatási szerkezetének korszerűsítése, az oktatás tartalmának és struktúrájának a gazdasági élet igényeihez igazodó fejlesztése és gazdagítása. Kidolgozta a „Gazdaságdiplomácia és Nemzetközi Menedzsment” szakot és a hozzá kapcsolódó „Nemzetközi Gazdaságelemző” szakirányt, valamint az EU-kapcsolatok szakirányhoz újabb szakirányi tárgyakat vezetett be.
2002-től szakértő tanácsadóként bekapcsolódott a bolognai folyamat közgazdasági felsőoktatási képzést megújító reformjának folyamatába. A gazdaság-tudományok üzleti ágán kialakult új BSc. szakok Képzési és Kimeneti Követelményeinek keretei meghatározásában, a „Nemzetközi Gazdálkodás” szak, valamint a mester szakok kimunkálásában meghatározó szerepe volt.

## Munkahelyei
- Budapesti Gazdasági Egyetem (BGE) professor emeritus (2016 – 2023)
- BGF professor emeritus (2007–2015) óraadó a KKF-en
- BGF rektori tanácsadó (2002–2007)
- BGF Európa-tanulmányi Központ igazgatója (2001–2006)
- Külkereskedelmi Főiskola (KKF) főigazgatója, tanszékvezető főiskolai tanár (1994–2001)
- KKF továbbképzési igazgatója (1992–1994)
- KKF főiskolai tanár Hungarocoop ker. és marketing igazgatója (1991–1992)
- Mexikói Magyar Kereskedelmi Kirendeltség vezetője (1988–1991)
- KKF főigazgató, tanszékvezető (1983–1988)
- KKF főigazgató-helyettes (1980–1983)
- Venezuelai Központi Egyetem vendégtanára (1977–1979)
- MKKE Nemzetközi tanszék, óraadó tanár (1976–1988)
- San Marcos Egyetem, Lima meghívott vendégtanár (1971–1973)
- Külkereskedelmi Főiskola egyik alapítója, főiskolai docens (1971–1994)
- MTA Afro-ázsiai Kutató Intézet
- Világgazdasági Intézet tudományos munkatárs (1965–1971)
- ARTEX Külkereskedelmi Vállalat üzletkötő – piackutató (1960–1965)